# 臼井 (つくば市)
臼井（うすい）は、茨城県つくば市の大字。郵便番号は300-4211。
筑波山の南麓に位置する集落で、縄文時代の遺跡や古墳が多く見つかっている。

## 地理
つくば市北部の旧筑波町北東部に位置し、筑波研究学園都市周辺開発地区に含まれる。筑波山の南麓にあたり、山から流出する豊かな沢水に恵まれている。農業地域であり、臼井・立野（たての）・六所（ろくしょ）の3つの集落がある。
- 川 - 男女川、逆川（鴨井川・酒香川）、橘川
- 滝 - 六所の滝
- 沢 - 六所沢、立野沢

北はつくば市筑波、東は石岡市小幡、南はつくば市神郡、西はつくば市筑波（飛地）・沼田と接する。

### 小・中学校の学区
市立小・中学校に通う場合、秀峰筑波義務教育学校の学区となる。

## 歴史
縄文時代中期の遺跡が小字臼井、六所、立野、裳萩津（もはきつ）で発見されており、裳萩津遺跡からは土師器や須恵器の出土もあった。裳萩津は奈良時代に歌垣（嬥歌）が行われた地「裳羽服津」（もはきつ）とされ、夫女が原（ぶじょがはら）の異名を持つ。このほか、赤塚古墳群、七三塚古墳群、3つの円墳を持つ臼井古墳群、6つの円墳を持つ燧ヶ池古墳群、水城を思わせる遺構のある十三塚遺跡がある。南隣の神郡と同じく、臼井にも古代の条里制遺構があったが、1979年（昭和54年）の耕地整理で失われた。
文字による記録では、文禄4年7月16日（グレゴリオ暦：1595年8月21日）付の佐竹義宣知行充行状写に「四百九拾六石五斗壱升 臼井」という記載がある。江戸時代を通して常陸国筑波郡に属した。当初佐竹氏領であったが、慶長7年（1602年）に天領、慶長11年（1607年）に真壁藩領、正保2年（1645年）に旗本の井上氏領、元禄年間（1688年 - 1704年）に護持院領、幕末に筑波山神社領と目まぐるしく変遷した。元禄8年（1695年）に中禅寺領となったとする記録もある。この時代には近隣の村と水争いや山林所有を巡る争いを展開し、支配者である護持院に強訴することもあった。農村であったが、筑波山への登山口として発達し、幕末には水車を利用した製粉や油搾りが行われた。
明治以降は大字となり、今日まで存続している。1966年（昭和41年）には、筑波山の観光開発が原因の山津波（土石流）が発生した。1989年（平成元年）、都市住民が自然や農村を体験することのできる場として「筑波ふれあいの里」が開業した。ふれあいの里は宿泊・研修施設を中心に、遊歩道や冒険広場、展示館、各種体験を提供する施設を有する。
臼井では農業従事者の減少により耕作放棄地が増え、イノシシなどによる食害が増えるとともに、地区の過疎化が進んでいる。一方まちづくり活動も行われ、里山の整備によって姿を現した滝に「六所の滝」と名付ける、筑波大学の教授や学生と協力して古民家を臼井に移築し、グリーンツーリズムの拠点とするなどの取り組みが見られる。

### 沿革
- 1889年（明治22年）4月1日 - 町村制の施行により筑波郡田井村大字臼井となる。
- 1955年（昭和30年）2月1日 - 田井村が筑波町、北条町、小田村と合併し、筑波郡筑波町大字臼井となる。
- 1988年（昭和63年）1月31日 - 筑波町がつくば市と合併し、つくば市大字臼井となる。
- 2002年（平成14年）11月1日 - 住所より「大字」表記が撤廃され、つくば市臼井となる。

### 地名の由来
諸説ある。
- 清く澄んだ水をたたえ、涸れることなかった井戸にちなんで「薄井」と呼ばれたことから[3]。
- 井戸の形が碓に似ていたことにちなんで「碓井」と呼ばれたことから[3]。

## 世帯数と人口
2017年（平成29年）8月1日現在の世帯数と人口は以下の通りである。
| 大字 | 世帯数  | 人口  |
| ---- | ------- | ----- |
| 臼井 | 217世帯 | 624人 |

### 人口の変遷
総数 [戸数または世帯数：  、人口：  ]
| 1891年（明治24年） | 148戸 876人   |
| 1980年（昭和55年） | 170世帯 746人 |
| 2013年（平成25年） | 220世帯 668人 |

## 交通
首都圏新都市鉄道つくばエクスプレス（TX）つくば駅から自動車で北へ約40分ほどの距離にある。
公共交通
- ■ つくタク

道路
- 茨城県道139号筑波山公園線（つくば道） - 臼井西部を南北に通過する。
- 茨城県道236号筑波公園永井線（表筑波スカイライン） - 臼井東端を南北に通る[4]。

## 施設
- つくば市筑波ふれあいの里
- 常陸牛料理 ひたち野
- 特定非営利活動法人 自然生クラブ
- つくばねカントリークラブ（敷地の一部）

### 寺社

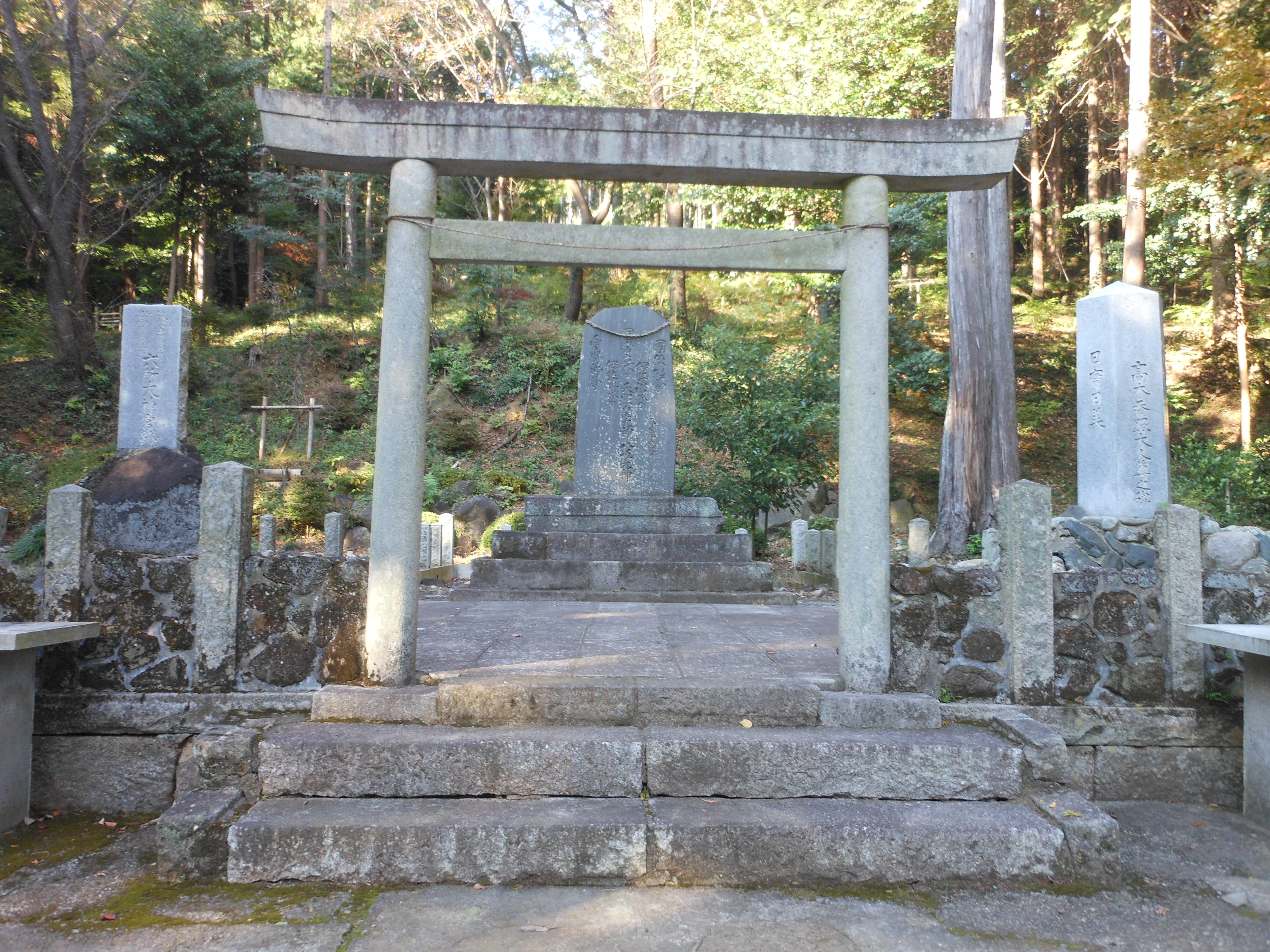
六所皇大神宮跡

- 飯名神社 - 『常陸国風土記』に記載のある古社[4]。
- 蔵王神社 - 立野にある[6]。
- 旧・六所神社 - 1910年（明治43年）、蚕影神社に合祀される[3][6]。跡地は「六所皇大神宮跡」として奣照修徳会によって整備されている[13]。筑波山神社で行われている「御座替り」は、筑波山神社と六所神社の間で行われる祭であった[6]。